# VG Entertainment
 (janvier 2016).
VG Entertainment (ex Vostok Games) est une entreprise ukrainienne de développement basée à Kiev.

## Historique
L'entreprise a été fondée en mars 2012 par des employés de l'entreprise GSC Game World après la fermeture de celle-ci,.

## Liste de jeux
| 2015 | Survarium       | Oui | Non | Non | Non | Non |
| 2018 | Fear the Wolves | Oui | Non | Non | Oui | Oui |